# Битка за Хонг Конг
Битка за Хонг Конг (енгл. Battle of Hong Kong), вођена 8-25. децембра 1941, била је једна од првих битака између британских и јапанских снага током јапанске офанзиве на Пацифику у децембру 1941. Завршена је јапанском победом и капитулацијом британског гарнизона у Хонг Конгу.

## Позадина
За прву етапу освајања на Пацифику, Јапанци су одлучили да готово истовременим нападом на више места постигну не само изненађење и надмоћност, већ ставе савезнике у ситуацију да одједном морају да бране све своје поседе. За овај задатак Јапанци су припремили 4 армије, којима су, употребом јаких поморских и ваздухопловних снага, омогућили велику покретљивост и појачали силину удара. Јапанским снагама КоВ супротставиће се релативно слабе савезничке снаге, нешто јаче на азијском континенту, али сасвим недовољне на безбројним острвима предвиђеним за освајање.
Јапанска офанзива почела је 7. децембра, уништењем главнине америчке Пацифичке флоте у Перл Харбору ха Хавајима,готово без губитака са јапанске стране. Истог дана, јапанско ваздухопловство је бомбардовало британске и америчке аеродроме на острвима Мидвеј, у Хонгконгу, Малаји и на Филипинима, острвима Гуам и Вејк, уништивши знатан део авиона на тлу и обезбедило Јапанцима превласт у ваздуху.
Сутрадан, јапански пешадијски десант напао је Хонгконг, предњи делови 25. армије искрцали су се на источну обалу Малаје код Кота Баруа, где су Британци пружили слабији отпор, а јединице 15. армије ушле су у Тајланд, који је истог дана капитулирао. Главнина британске флоте у Малаји, која је покушала да омете јапанско искрцавање, уништена је већ 10. децембра у бици код Куантана.
Убрзо затим, 12. децембра, Јапанци су заузели Гвам и почели искрцавање на северну обалу Филипина, а наредног дана напали су Вејк, али су одбијени - америчка посада одржала се до 23. децембра. До краја децембра Јапанци су се искрцали на сва важнија филипинска острва и заузели Гилбертова острва без борбе.
У овом првом налету, Јапанци су неутралисали америчку Пацифичку флоту и посели важне истурене стратегијске тачке на Пацифику, па су тако из његових западних вода, заштићени са истока, могли да се упуте јаки транспорти трупа у освајање југоисточне Азије и Индонезије.

## Битка
Уочи рата, Хонг Конг је био британска крунска колонија на Далеком истоку, на југоисточној граници Кине, површине 1.034 km², са око 4 милиона становника, већином Кинеза. Колонија је обухватала острво Хонг Конг (82 km²) и 75 мањих острва, полуострво Каулун и околно земљиште. На острву Хонгконг налазио град Викторија, престоница колоније, база британске РМ и једна од највећих и најпрометнијих лука Далеког истока, а на полуострву Каулун истоимени град са развијеним бродоградилиштем (после јапанских највећа бродоградилишта на Далеком истоку). Током јапанске агресије на Кину (1931-1945), Британци су дотурали војну помоћ Чанг Кај Шеку преко Хонгконга док га Јапанци нису блокирали. Ради припреме за напад на Хонгконг, Јапанци су у августу 1941. подигли базу у заливу Та Ја (Ta-Ya Wan), 40 км североисточно од Хонгконга.
8. децембра 1941, сутрадан после битке код Перл Харбора, јапанска 38. пешадијска дивизија искрцала се и почела напад на Хонгконг. Јапанске трупе већ 8. децембра су овладале полуострвом Каулун нападом с копна, коме је предходило бомбардовање из ваздуха. Због тешке војне ситуације у Европи и Африци, Британци су у Хонгконгу имали свега око 12.000 слабо наоружаних војника, а од поморских снага само 11 мањих ратних бродова (8 торпедних чамаца и 3 разарача), од којих је 7 апустило воде Хонгконга одмах после јапанског напада. Утврђења и уређаји поморске базе били су застарели, а малобројно ваздухопловство напустило је аеродром не сачекавши јапански напад. Британске трупе биле су присиљене да се са копна повуку на острво 13. децембра. Пошто су извршили блокаду с мора, Јапанци су се 18. децембра 1941. пребацили на острво Хонгконг, и до 25. децембра њиме потпуно овладали.

## Последице
Британска посада капитулирала је 25. децембра: било је преко 2.000 мртвих и око 10.000 заробљених. У даљем току рата Јапанци су користили Хонгконг као базу за операције у југоисточној Азији. Британци су поново овладали колонијом 30. августа 1945.